# James Morrow Walsh
James Morrow Walsh (ur. 22 maja 1840, zm. 25 lipca 1905) – kanadyjski żołnierz, policjant i administrator. Pierwszy komisarz Jukonu.
James Morrow Walsh urodził się w Prescott w Górnej Kanadzie jako syn Lewisa Walsh i Margaret Morrow. Jako że nie wykazywał większych zdolności do nauki, wcześnie zaczął zarabiać na życie, jednocześnie usamodzielniając się. Próbował różnych zawodów, między innymi jako maszynista kolejowy, kolejarz, sprzedawca, makler giełdowy i menadżer hotelowy. Ostatecznie swoje przeznaczenie znalazł w wojsku, dołączając do milicji prowincjonalnej w czasie konfliktu z fenianami. Dał się wtedy poznać jako dzielny żołnierz i charyzmatyczny dowódca. W uznaniu za swoje zasługi w konflikcie granicznym z fenianami, dostał propozycję udziału, jako jeden z oficerów, w ekspedycji do Kolonii nad Red River w związku z rebelią Metysów. Nie przyjął jednak oferty, gdyż kolidowało to ze ślubem, który zawarł z Mary Mowat 19 kwietnia 1870.
W maju 1873 ze względu na swoją wcześniejszą popularność, jak i osobiste znajomości wśród czołowych konserwatystów został zaproszony do przyłączenia się do nowo tworzonej Północno-Zachodniej Policji Konnej. Brał udział w akcji rekrutacyjnej i sam został jednym z jej pierwszych komisarzy. W czasie relokacji jednostki do swej pierwszej siedziby w Winnipegu, zrobił tak dobre wrażenie na swych przełożonych, iż został mianowany pierwszym adiutantem i dowódcą jazdy, a w 1874 awansowany na inspektora.
Pierwszym samodzielnym zadaniem Walsha było organizowanie fortu na Wzgórzach Cyprysowych na granicy dystryktów Alberty i Saskatchewan. W ten sposób znalazł się w samym środku wydarzeń, prowadzących do napięcia pomiędzy Kanadą a USA w 1876 r. Była to sprawa Siuksów i ich wodza Siedzącego Byka, którzy po bitwie bitwie pod Little Big Horn zbiegli do Kanady, właśnie na tereny kontrolowane przez Walsha. Jego zadaniem było spacyfikowanie przybyszów oraz doprowadzenie do negocjacji pomiędzy zbiegami a rządem USA. Welsh stał się głównym mediatorem w czasie tych negocjacji. Wyraźnie jednak sympatyzując z Siedzącym Bykiem, nie zdołał doprowadzić do satysfakcjonującego obie strony, a przede wszystkim rząd Kanady, rozwiązania. Ostatecznie został odwołany ze stanowiska i zabroniono mu wstępu na terytoria zajęte przez Indian, do momentu ich ponownej przeprowadzki do USA, co nastąpiło dopiero w 1881. Wobec takiej sytuacji Walsh wybrał rozwiązanie honorowe i opuścił szeregi policji.
W cywilnym życiu Walsh zaangażował się w prywatną przedsiębiorczość. Najpierw założył w Winnipeg swoją własną firmę handlu węglem, by następnie zatrudnić się jako menadżer w koncernie Dominion Coal, Coke and Transportation. W tym czasie poznał i zaprzyjaźnił się z Cliffordem Siftonem. Znajomość ta wprowadziła go w szeregi partii liberalnej. Gdy liberałowie uzyskali władzę, premier Wilfrid Laurier, po rekomendacji Stiftona, mianował Walsha pierwszym zarządcą (komisarzem) Jukonu w 1897, oraz przyjęto go na powrót do NWMP na stanowisko komisarza. Utrzymując w swych rękach te dwie bardzo ważne funkcje, uzyskał pełną kontrolę nad administracją terytorium. Liczne konflikty z innymi wyższymi oficerami policji zmusiły go do ustąpienia ze swych funkcji już w 1898. Resztę swego życia jako emeryt spędził w Brockville w Ontario, gdzie zmarł w wieku 65 lat.